# Driekielaardschildpad
De driekiel(-)aardschildpad (Melanochelys tricarinata) is een schildpad uit de familie Geoemydidae. De soort werd voor het eerst wetenschappelijk beschreven door Edward Blyth in 1856. Oorspronkelijk werd de wetenschappelijke naam Geoemyda tricarinata gebruikt.
De schildpad behoorde eerder tot de geslachten Chaibassia en Geoemyda waardoor de literatuur soms een verouderde naam gebruikt. De zwartbuikaardschildpad (Melanochelys trijuga) is de enige andere soort uit het geslacht Melanochelys.

## Uiterlijke kenmerken
De driekielaardschildpad is gemakkelijk te herkennen aan de drie lengtekielen op het rugschild, waar ook de wetenschappelijke naam naar verwijst; tri betekent drie en carinata betekent gekield. Er zijn wel meer soorten met een gekield schild, maar bij de driekielaardschildpad heeft iedere kiel een afstekende gele kleur, op een roodachtig bruin tot zwart schild. De middelste kiel loopt van de voor- naar achterzijde van het schild, de andere twee zitten aan weerszijden en zijn vlakker en korter; ze raken de schildranden niet. Hoewel de kielen afvlakken naarmate de schildpad ouder wordt, blijven de gele strepen altijd zichtbaar. Ook de kop, poten en staart zijn roodbruin tot zwart, de schildlengte is maximaal 16 centimeter. Mannetjes verschillen van vrouwtjes door een dikkere en langere staart en een bol plastron om het vrouwtje beter te kunnen beklimmen bij de paring, anders zou hij eraf glijden.

## Levenswijze
De driekielaardschildpad is een nachtactieve soort die zich overdag schuilhoudt tussen bladeren, in holtes van bomen of onder houtblokken. Er is niet veel over de soort bekend, zo is de voortplanting pas door enkele onderzoekers beschreven. De schildpad komt voor in Nepal, Bangladesh en de Indiase staat Assam. Het is een bodembewonende soort die het water niet opzoekt maar op de bosbodem struint naar voedsel. Op het menu staan voornamelijk fruit en andere plantendelen, in gevangenschap gehouden dieren nemen ook vis aan.